# Limnephilus kennicotti
Limnephilus kennicotti är en nattsländeart som beskrevs av Banks 1920. Limnephilus kennicotti ingår i släktet Limnephilus och familjen husmasknattsländor. Inga underarter finns listade i Catalogue of Life.